# Glicerol-3-fosfat dehidrogenaza (NAD+)
Glicerol-3-fosfat dehidrogenaza (+) (EC 1.1.1.8, glicerol-3-fosfatna dehidrogenaza (NAD+), alfa-glicerol fosfat dehidrogenaza (+), alfa-glicerofosfat dehidrogenaza (+), glicerol 1-fosfat dehidrogenaza, glicerol fosfat dehidrogenaza (+), glicerofosfat dehidrogenaza (+), hidroglicerofosfat dehidrogenaza, -alfa-glicerol fosfat dehidrogenaza, -alfa-glicerofosfat dehidrogenaza, -glicerol fosfat dehidrogenaza, -glicerofosfat dehidrogenaza, +-alfa-glicerofosfat dehidrogenaza, +-zavisna glicerol fosfat dehidrogenaza, +-zavisna glicerol-3-fosfat dehidrogenaza, +-L-glicerol-3-fosfat dehidrogenaza, +-vezani glicerol 3-fosfat dehidrogenaza, NADH-dihidroksiaceton fosfat reduktaza, L-glicerol-3-fosfat dehidrogenaza) je enzim sa sistematskim imenom sn-glicerol-3-fosfat:NAD+ 2-oksidoreduktaza. Ovaj enzim katalizuje sledeću hemijsku reakciju
-glicerol 3-fosfat + + {\displaystyle \rightleftharpoons } gliceron fosfat + +
Ovaj enzim takođe deluje na propan-1,2-diol fosfat and gliceron sulfat (mada sa znatno manjim afinitetom).

## Literatura
- Nicholas C. Price; Lewis Stevens (1999). Fundamentals of Enzymology: The Cell and Molecular Biology of Catalytic Proteins (Third изд.). USA: Oxford University Press. ISBN 019850229X.
- Eric J. Toone (2006). Advances in Enzymology and Related Areas of Molecular Biology, Protein Evolution (Volume 75 изд.). Wiley-Interscience. ISBN 0471205036.
- Branden C; Tooze J. Introduction to Protein Structure. New York, NY: Garland Publishing. ISBN 0-8153-2305-0.
- Irwin H. Segel. Enzyme Kinetics: Behavior and Analysis of Rapid Equilibrium and Steady-State Enzyme Systems (Book 44 изд.). Wiley Classics Library. ISBN 0471303097.
- William P. Jencks (1987). Catalysis in Chemistry and Enzymology. Dover Publications. ISBN 0486654605.

## Spoljašnje veze
- Glycerol-3-phosphate+dehydrogenase+(NAD+) на 